# جيزا فريز
جيزا فريز (بالرومانية: Géza Fürész)‏ (مواليد 12 يونيو 1930) هو ملاكم روماني، مثّل بلاده في الألعاب الأولمبية الصيفية 1952.

## روابط خارجية
جيزا فريز على موقع أوليمبيديا (الإنجليزية)